# Wiesthal
Wiesthal è un comune tedesco di 1 432 abitanti, situato nel circondario del Meno-Spessart nel distretto della Bassa Franconia nel land della Baviera.